# Манчестер (Джорджія)
Манчестер (англ. Manchester) — місто (англ. city) в США, в округах Мерівезер і Телбот штату Джорджія. Населення — 3584 особи (2020).

## Географія
Манчестер розташований за координатами 32°51′33″ пн. ш. 84°38′4″ зх. д. / 32.85917° пн. ш. 84.63444° зх. д. (32.859058, -84.634374).  За даними Бюро перепису населення США в 2010 році місто мало площу 20,85 км², з яких 20,75 км² — суходіл та 0,09 км² — водойми.

## Демографія
Згідно з переписом 2010 року, у місті мешкало 4230 осіб у 1701 домогосподарстві у складі 1089 родин. Густота населення становила 203 особи/км².  Було 1989 помешкань (95/км²).
Расовий склад населення:
| - 48,4 % — чорних або афроамериканців - 47,8 % — білих - 1,9 % — азіатів - 0,1 % — корінних американців - 1,0 % — осіб інших рас |

До двох чи більше рас належало 0,8 %. Частка іспаномовних становила 1,7 % від усіх жителів.
За віковим діапазоном населення розподілялося таким чином: 27,2 % — особи молодші 18 років, 56,8 % — особи у віці 18—64 років, 16,0 % — особи у віці 65 років та старші. Медіана віку мешканця становила 36,6 року. На 100 осіб жіночої статі у місті припадало 79,2 чоловіків;  на 100 жінок у віці від 18 років та старших — 72,4 чоловіків також старших 18 років.
Середній дохід на одне домашнє господарство  становив 36 757 доларів США (медіана — 26 518), а середній дохід на одну сім'ю — 41 248 доларів (медіана — 30 789). За межею бідності перебувало 30,2 % осіб, у тому числі 50,4 % дітей у віці до 18 років та 10,8 % осіб у віці 65 років та старших.
Цивільне працевлаштоване населення становило 1335 осіб. Основні галузі зайнятості: виробництво — 20,8 %, освіта, охорона здоров'я та соціальна допомога — 20,2 %, будівництво — 12,0 %, науковці, спеціалісти, менеджери — 8,0 %.